# Đại Lộ Oa
Đại Lộ Oa (tiếng Trung: 代露娃) là một nữ diễn viên người Trung Quốc. Sinh ngày: 29/04/1997 tại Thẩm Dương, Liêu Ninh, Trung Quốc. Cô hiện đang là diễn viên trực thuộc công ty quản lý Truyền Thông Diệu Khách (tên quốc tế là Youhug Media).

#### Các bộ phim đã tham gia
| Năm  | Phim                                    | Vai                  | Chú Thích |
| ---- | --------------------------------------- | -------------------- | --------- |
| 2016 | Đại Giá Phong Thượng                    | Phùng Tiểu Vũ        |           |
| 2018 | Thục Sơn Chiến Kỷ 2: Đạp Hoả Hành Ca    | Đường Tinh           |           |
| 2018 | Sống Không Dũng Cảm Uổng Phí Thanh Xuân | Hoàng Trừng Trừng    |           |
| 2018 | Sa Hải                                  | Trương Vi Vi         |           |
| 2020 | Đột Kích                                | Sở Ca                | [ 1 ]     |
| 2021 | Xin Cậu Đấy Lớp Trưởng                  | Viên Thái Hi         |           |
| 2021 | Phá Vây                                 | Giai Giai            |           |
| 2021 | Cùng Em Bay Lượn Theo Gió               | Thôi Ân Tịnh         |           |
| 2022 | Chàng Trai Calorie Của Tôi              | Hứa Tinh Tinh        |           |
| 2023 | Trường Tương Tư 1 và 2                  | A Niệm               | [ 3 ]     |
| 2025 | Bạch Nguyệt Phạn Tinh                   | Phục Linh \| Bạch Hy | [ 4 ]     |

#### Chương trình tạp kỹ
| Năm  | Chương Trình             | Ngày Phát Sóng | Chú Thích       |
| ---- | ------------------------ | -------------- | --------------- |
| 2023 | Mùa hè tràn đầy sức sống | 25/09/2023     | [ 5 ]           |
| 2023 | Vì sao trong tim tôi     | 03/08/2023     | Khách Mời Chính |

## Giải thưởng
| Năm  | Lễ trao giải                                        | Giải thưởng                        | Kết quả   |
| ---- | --------------------------------------------------- | ---------------------------------- | --------- |
| 2020 | Hội nghị và Lễ trao giải của Ngành công nghiệp phim | Nữ diễn viên mới xuất sắc nhất năm | Đoạt giải |
| 2024 | Giải thưởng Văn Vinh lần thứ 10                     | Diễn viên trẻ ưu tú xuất sắc nhất  | Đoạt giải |
| 2024 | Giải Kim Ưng                                        | Nữ diễn viên phụ xuất sắc nhất     | Đề cử     |
| 2024 | Giải thưởng Tencent Video Starlight Adward 2024     | Gương mặt mới của phim truyền hình | Đoạt giải |